# فرانسیسکو کولوآنه
فرانسیسکو کولوآنه (اسپانیایی: Francisco Coloane‎؛ ۱۹ ژوئیهٔ ۱۹۱۰ – ۵ اوت ۲۰۰۲) یک رمان‌نویس و نویسندهٔ داستان‌های کوتاه اهل شیلی بود.
آثار او به زباهای گوناگونی ترجمه شده و برخی از آن‌ها در ساخت فیلم و آثار نمایشی بکار رفته است که از جمله می‌توان به «تیرا دل فوئگو» کرد.
وی عضو حزب کمونیست شیلی بود و بابت آثارش برندهٔ جایزه ملی ادبیات شیلی (۱۹۶۴) و «نشان هنر و ادبیات فرانسه» (۱۹۹۷) شده‌است.
دولت شیلی او را پس از مرگش، به عنوان یکی از چهره‌های مهم ادبیات شیلی به‌رسمیت شناخت.